# Adjara
Adjara (em georgiano: აჭარა), oficialmente República Autónoma de Adjara (აჭარის ავტონომიური რესპუბლიკა; ach'aris avt'onomiuri resp'ublik'a), também conhecida por Ajária, Ajara, Adjara, Adjária, Adzhária, Adzhara, e Achara) é uma república autônoma da Geórgia, no sudoeste do país, fazendo fronteira com o sul da Turquia e é banhada pelo Mar Negro. Anteriormente conhecida como Acara, Acarya ou Acaristão, sob o Império Otomano, e República Autônoma Socialista Soviética Adjariana sob a União Soviética.
A capital é Batumi e a sua língua oficial é o georgiano. O seu presidente é Levan Varshalomidze e o território tem uma área total de 2 900 km², com uma população de 333.953 habitantes (censo de 2014), numa densidade demográfica que chega a 115,16/km².

## História
Adjara foi parte da Cólquida e do Reino da Ibéria desde tempos muito antigos. Foi colonizada pelos Gregos no século V a.C. e caiu à República Romana no século II a.C.. Foi parte da região de Egrissi antes de sua incorporação com o reino unificado da Geórgia, no século IX. O Império Otomano conquistou a área em 1614, convertendo seu povo ao Islamismo. A expansão do Império Russo tomou a região dos Otomanos em 1878.
Foi temporariamente ocupada por forças militares Turcas e Britânicas em 1918/1920. Em 1920, se tornou parte da República Democrática da Geórgia. Houve um breve conflito militar em março de 1921 e o governo da Ancara (Turquia) reconheceu a cessão do território à Geórgia, pelo artigo IV do Tratado de Carse. Porém, exigiu autonomia para a população muçulmana da área. A União Soviética estabeleceu no local a República Socialista Soviética Autônoma de Adjara, em 1921, ainda conforme essa cláusula. Desse modo, Adjara era componente da Geórgia, mas com considerável autonomia local.
Com a dissolução da União Soviética em 1989, Adjara se tornou uma parte da nova independente, mas politicamente dividida, República da Geórgia. Eximiu-se de ser envolvida no caos da Guerra Civil da Geórgia, que afetou o país entre 1991 e 1993, principalmente devido ao poder autoritário do governo do seu líder, Aslan Abashidze. Mesmo com seu sucesso como mantenedor da ordem em Adjara e por tornar a região uma das mais prósperas regiões da Geórgia, foi acusado de envolvimento com o crime organizado, contrabando em alta escala para prover fundos para seu governo e enriquecimento próprio, com várias violações dos Direitos Humanos. O governo central georgiano de Tbilisi quase nada sabe ou tem a dizer sobre o que se passou na Adjara, sendo que, durante a presidência de Eduard Shevardnadze, foi mais conveniente fazer "vistas grossas" aos eventos de Adjara.
Isso mudou bem depois da Revolução Rosa de 2003, quando correu a deposição de Shevardnadze em favor do líder da oposição reformista do líder Mikheil Saakashvili, que se comprometeu a acabar com os separatismos na Geórgia. Na primavera de 2004 explodiu a maior Crise Adjara, quando o governo central georgiano quis impor novamente uma maior autoridade sobre a região, com ameaças de se tornar num confronto armado. Porém, os ultimatos de Saakashvili e os protestos de massas contra o governo autocrático de Abashidze forçaram o líder de Adjara a renunciar em março de 2004 e se exilar na Rússia. Com a saída de Abashidze, uma nova legislação foi introduzida para redefinir os termos da autonomia da Adjara.
Por muitos anos, a Rússia manteve sua 12ª Base Militar (antiga 145a Divisão Motorizada de Rifles) em Batumi. Isso foi, durante anos, uma fonte de enorme tensão entre Rússia e Geórgia que ameaçou bloquear acesso a essas instalações. Mais conversações, em março de 2005, levaram a Rússia prometer iniciar o processo de retirada no final desse ano. A Rússia somente retornou a sua base na Geórgia em 17 de novembro de 2007, quase dois anos após a data acordada.
Em Julho de 2007, a sede da Corte Constitucional da Geórgia foi mudada de Tbilisi para Batumi,

## Governo

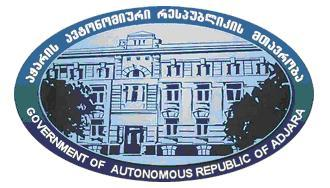
Logotipo oficial do Governo de Adjara

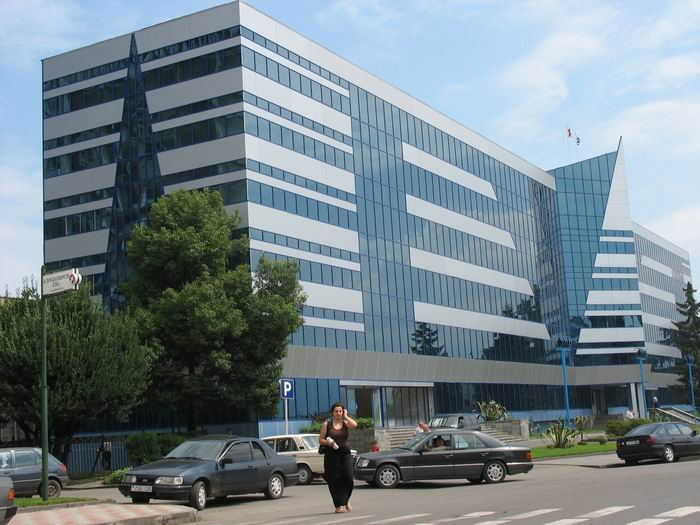
Prédio do Conselho de Ministros de Adjara em Batumi

O "status" da República Autônoma da Adjara é definido pela legislação da Geórgia e uma nova Constituição da região foi adotada após a deposição de Aslan Abashidze. O corpo legislativo local, o Supremo Conselho (Parlamento) da Adjara consiste de 30 membros eleitos a cada quatro anos. A Chefia do Governo Regional e o Conselhos de Ministros é nomeado pelo governo central da Geórgia que também pode dissolvê-lo, bem como ao Parlamento, passando por cima dessas Administrações regionais sempre que houver alguma contravenção à Constituição da Geórgia. O atual chefe de governo é Levan Varshalomidze.

## Distritos

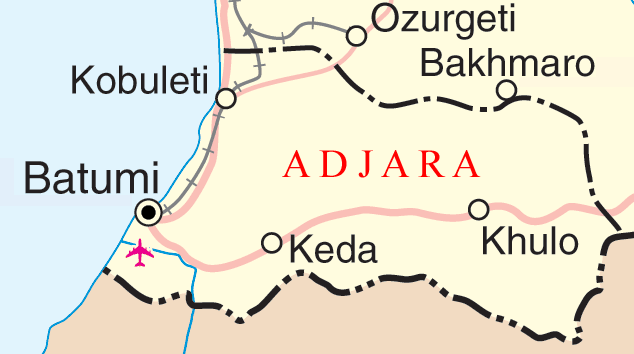
Mapa de Adjara

A Adjara é dividida em seis unidade administrativas:
1. Batumi - Capital
2. Distrito de Keda
3. Distrito de Kobuleti
4. Distrito de Khelvachauri
5. Distrito de Shuakhevi
6. Distrito de Khulo

## População
Erro Lua em Módulo:Hatnote_list na linha 58: attempt to index upvalue 'mFormatLink' (a boolean value).
Conforme o Censo da Geórgia de 2014. a população era de 333 953 habitantes. Os "adjarianos" ou "ajars" formam um grupo étnico georgiano e falam um dialeto regional denominado "adjariano", utilizando o alfabeto georgiano.
A população georgiana da Adjara foi chamada geralmente de "georgianos muçulmanos até ao censo da União Soviética de 1926, que listou 71 milhares de "ajars". Mais tarde foram simplesmente classificados, em ampla forma, como georgianos, quando a União Soviética não mais questionava oficialmente sobre religião. Hoje, chamá-los de georgianos muçulmanos seria induzir em erro, uma vez que quase metade da população é composta por cristãos;

### Grupos étnicos
Conforme o Censo de 2014, há os seguintes grupos étnicos:
- 96,04% georgianos
- 1,64% arménios
- 1,10% russos
- 0,24% ucranianos
- 0,17% gregos
- 0,8% outros

## Religião
Com o colapso da União Soviética e o restabelecimento da Geórgia independente houve um retorno ao Cristianismo, especialmente entre a juventude, um processo que pode supostamente ter sido incentivado pelo governo. Porém, ainda há comunidades de Muçulmanos Sunitas em Adjara, especialmente no distrito de Khulo. Conforme estimativas de 2006 pelo "Departamento de Estatísticas de Adjara", 63% da população é de Cristãos Ortodoxos e 30% de Muçulmanos, enquanto que, conforme a BBC, "atualmente cerca de metade da população professa a fé islâmica". Os demais são Cristãos Armênios (0.8%), Católicos (0.2%) e outros (6%). De acordo com o censo de 2014 em Ajaria cristãos ortodoxos 54.5%, muçulmanos sunitas 39.8%.

## Geografia e clima

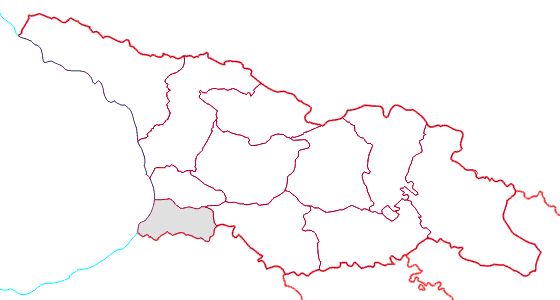
Localização da Adjara na Geórgia

Adjara fica no litoral sudeste do Mar Negro e se estende sobre as colinas e montanhas do Cáucaso. Fica ao sul da região de Gurla, a oeste de Mesquécia-Javaquécia, a norte da Turquia. A maior parte de Adjara consiste de colinas e montanhas, havendo montanhas de até 3000 metros de altitude. Cerca de 60% da superfície de Adjara é coberta  por florestas, sendo que na face oeste da cadeia de Mesquécia encontram-se florestas temperadas úmidas.

### Clima
Adjara é bem conhecida por seu clima úmido, em especial nas áreas litorâneas, e por períodos chuvosos prolongados. Há, porém, muitos dias ensolarados no Verão e Primavera. As precipitações na Geórgia e no Cáucaso fazem da Adjara um dos locais com clima mais úmido do Hemisfério Norte. No litoral as precipitações são menores, de apenas cerca de 2200 mm por ano. A face oeste (contra o vento) da cadeia da Mesquécia recebe 4500 mm por ano. As terras baixas litorâneas recebem precipitações em forma de chuvas, em função do clima subtropical, sendo Setembro e Outubro os meses mais úmidos. Em Batumi a média mensal é de 410 mm.
As áreas do interior de Adjara são mais secas do que as litorâneas do que as montanha e várzeas do litoral. O inverno traz significante precipitação nas regiões mais altas, com níveis da ordem de muitos metros. No verão as temperaturas médias ficam entre 22-24 graus Centígrados nas áreas mais baixas e entre 17 e 21 graus nas terras altas, podendo ser até mais frio nos pontos muitos altos. No inverno as temperaturas ficam entre 4 e 6 graus centígrados nas terras baixas e entre 2 e 3 graus negativos nas regiões altas. Nas montanhas mais altas as temperaturas de inverno ficam entre 7 e 8 graus negativos.

## Economia

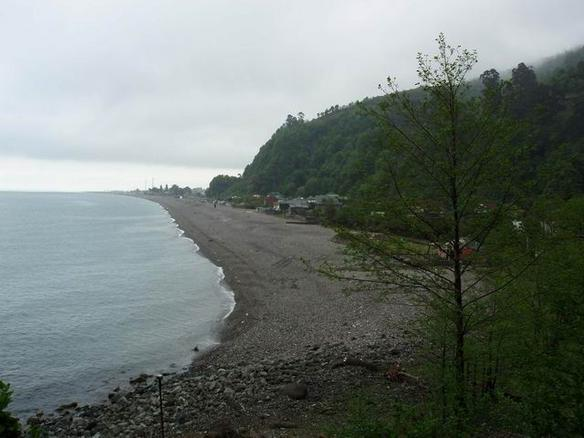
A costa do Mar Negro próxima da estância turística de Kvariati

Adjara tem boas terras para cultivo de chá, frutas cítricas e tabaco. Montanhosa e com muitas florestas, a região tem um clima subtropical, havendo muitos "resorts" de saúde. O tabaco, o chá, os cítricos abacates são as principais colheitas. Há indústrias de empacotamento de chá, processamento do tabaco, de frutas, indústria de latas para peixes, refinamento de petróleo e estaleiros.
A capital regional, o porto de Batumi, é a porta de entrada para bens vindos pelo Mar Cáspio para a Geórgia, o Azerbaijão e para a Armênia (país sem mar). Aí em Batumi chega o Petróleo vindo do Cazaquistão e do Turcomenistão. As refinarias da Batumi processam o processo do Mar Cáspio que vem pelo oleoduto que vem do Azerbaijão até o porto de Supsa, indo dai por ferrovia até Batumi. A capital adjara é importante centro de estaleiros e manufaturas diversas.
A Adjara é o principal centro da indústria de turismo costeiro da Geórgia, tendo substituído nesse aspecto a Abecázia, quando esse se separou "de fato" da Geórgia em 1993.